# Alberto Cisolla
Alberto Cisolla (Treviso, 10 de outubro de 1977) é um jogador de voleibol da Itália que competiu nos Jogos Olímpicos de 2004 e 2008. Atualmente, Cisolla compete pelo time italiano Tonno Callipo Calabria Vibo Valentia.

## Carreira
Em 2004, ele fez parte da equipe italiana que conquistou a medalha de prata no torneio olímpico, no qual atuou em duas partidas. Quatro anos depois, ele jogou em oito confrontos e finalizou na quarta colocação com o conjunto italiano no campeonato olímpico de 2008.

## Clubes
| Clube                                | País   | De        | Até       |
| Sisley Treviso                       | Itália | 1996–1997 | 2008-2009 |
| Lube Banca Marche Macerata           | Itália | 2009-2010 | 2009-2010 |
| M. Roma Volley                       | Itália | 2010-2011 | 2011-2012 |
| Andreoli Latina                      | Itália | 2012-2013 | 2012-2013 |
| Tonno Callipo Calabria Vibo Valentia | Itália | 2013-2014 | —         |

## Prêmios

### Individuais
- "Most Valuable Player" do campeonato europeu de 2005[3]